# Bourg-Blanc
Bourg-Blanc (en bretó Ar Vourc'h-Wenn) és un municipi francès, situat a la regió de Bretanya, al departament de Finisterre. L'any 2006 tenia 3.154 habitants. El consell municipal ha aprovat la carta Ya d'ar brezhoneg.

## Demografia
| 1962                                       | 1968  | 1975  | 1982  | 1990  | 1999  |
| ------------------------------------------ | ----- | ----- | ----- | ----- | ----- |
| 1.682                                      | 1.784 | 2.290 | 2.659 | 2.971 | 3.077 |
| Des de 1962: població sense dobles comptes |       |       |       |       |       |

## Administració
| Període   | Identitat             | Partit |
| --------- | --------------------- | ------ |
| 2001-2008 | Gilles Falc'hun       |        |
| 2008-     | Jean-Paul Berthouloux |        |